# Festival du cinéma canadien
Le Festival du cinéma canadien eut lieu durant cinq éditions de 1963 à 1967. Il récompensait le cinéma canadien. 
Il fut un volet compétitif du Festival international du film de Montréal (FIFM) qui eut lieu de 1960 à 1967.
Les lauréats du festival du cinéma canadien étaient sélectionnés par les journalistes, cinéastes et acteurs provenant de l'étranger, invités dans le cadre du FIFM. Deux grands prix étaient décernés soit, le Grand Prix du Jury qui récompensait les longs métrages et le Grand Prix du court-métrage qui récompensait les courts et moyens métrages. Un prix spécial du Jury et des Mentions spéciales étaient également décernés. Une bourse de 5 000 $ était attribuée au gagnant du Grand Prix du Jury.
Le Festival du cinéma canadien prit fin en même temps que le Festival international du film de Montréal en 1967.

## Histoire
Profitant des mêmes structures d'organisations que le Festival international du film de Montréal, le comité d'organisation, alors composé de Rock Demers, Guy L. Côté, Pierre Juneau, Claude Sylvestre et Fernand Cadieux, inaugure le volet compétitif le Festival du cinéma canadien. Plusieurs personnalités marquantes du cinéma européen, tels que des cinéastes et des journalistes, furent invités à devenir juge notamment, Roberto Rossellini en 1965, qui remit en main propre le Grand Prix à Gilles Carle pour son La Vie heureuse de Léopold Z.

## Palmarès

### 1reédition: 1963
- Grand Prix : À tout prendre[1] de Claude Jutra
- Prix spécial du jury : Pour la suite du monde[2] de Pierre Perrault et Michel Brault
- Grand Prix du court métrage : Bûcherons de la Manouane[3] d'Arthur Lamothe
- Prix spéciaux pour des courts métrages : The Most de Gordon Sheppard, Au plus petit d'entre nous de Camil Adams, Le Chat ici et là de Cioni Carpi.

### 2eédition: 1964
- Grand Prix: Le Chat dans le sac [4]de Gilles Groulx
- Mention : Trouble-fête de Pierre Patry
- Grand Prix du court métrage (ex æquo) : Parallèles et grand soleil de Jean Dansereau et The Hutterites[5] de Colin Low
- Mentions: Free Fall[6] d'Arthur Lipsett, Percé on the rocks [7]de Gilles Carle

### 3eédition: 1965
- Grand Prix: La Vie heureuse de Léopold Z[8]. de Gilles Carle
- Mention : Sweet Substitute de Larry Kent
- Grand Prix du court-métrage : Phoebe de George Kaczender
- Mentions : Stravinski[9] de Roman Kroitor et Wolf Koenig (en) ; Summer in Mississippi de Beryl Fox ; 60 cycles de Jean-Claude Labrecque

### 4eédition: 1966
Aucun film ne reçoit le Grand Prix, alors qu'il y a en compétition : 
- Don't forget to wipe the blood off de George McCowan;
- Lydia de Cedric d'Ailly,
- YUL 871[10] de Jacques Godbout,
- When tomorrow dies de Larry Kent,
- Les Plans mystérieux de Roger Laliberté.

- Prix spécial du jury : Winter kept us warm de David Secter (en)
- Grand prix du court métrage: On sait où entrer Tony, mais c'est les notes de Claude Fournier
- Mentions : Notes for a film about Donna and Gail de Don Owen et Revival de Donald Shebib

### 5eédition: 1967
- Grand Prix du Jury (ex aequo) : Il ne faut pas mourir pour ça de Jean Pierre Lefebvre et Warrendale d'Allan King.

Lefebvre et King décidèrent de partager la bourse avec les autres concurrents qui étaient : 
- Entre la mer et l'eau douce de Michel Brault
- High de Larry Kent
- Le Règne du jour de Pierre Perrault

- Grand Prix du court-métrage: Chantal : en vrac[11], de Jacques Leduc